# Guy de Pourtalès

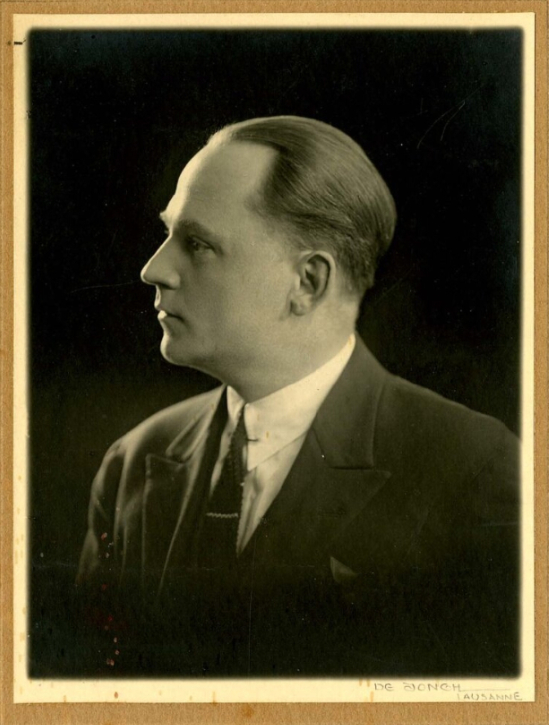
Guy de Pourtalès

Guido James (Guy) graaf de Pourtalès (Berlijn, 4 augustus 1881 − Lausanne, 12 juni 1942) was een Franstalig schrijver.

## Biografie
Pourtalès was een lid van het geslacht De Pourtalès en een zoon van de Pruisische ritmeester Hermann graaf de Pourtalès, heer van Les Crénées (1847-1904) en de in Londen geboren Daisy Marcet (1857-1888); een zus van zijn vader was getrouwd met de entomoloog Henri de Saussure (1829-1905), waarmee hij een neef werd van Ferdinand de Saussure en René de Saussure. Hij trouwde in 1911 met bankiersdochter Hélène Edle von Marcuard (1885-1964), lid van de familie Marcuard, met wie hij drie kinderen kreeg. Zijn zoon Raymond (1914-1940) sneuvelde in Frankrijk, diens weduwe bewoonde net als haar schoonvader het kasteel van Etoy, evenals hun postuum geboren zoon Alexis graaf de Pourtalès (1941) die trouwde met Béatrice de Rohan-Chabot, een lid van de familie De Rohan-Chabot.
Pourtalès kwam uit een Frans, later Zwitsers hugenotengeslacht. Hij groeide op in Duitsland en zijn broer was in de Eerste Wereldoorlog diplomaat in Duitse dienst, terwijl hij, nadat hij in 1912 Frans staatsburger was geworden, in die tijd in het Franse leger diende.
Pourtalès werd bekend van zijn biografieën, van musici als Frédéric Chopin, Franz Liszt en Richard Wagner terwijl hij ook een boek schreef over Lodewijk II van Beieren. Hij schreef daarnaast verschillende romans waarvan La pêche miraculeuse het bekendste is geworden en waarvoor hij in 1937 de Grand Prix du roman de l'Académie française ontving.
In het Nederlands werd ook werk van hem vertaald, onder andere in 1947 zijn werk over de componist Liszt door Guus Sötemann. In 1980 en 1991 verschenen in twee delen zijn memoires, vanaf 2006 verschijnen zijn brieven. Een Fondation Guy de Pourtalès werd opgericht in 1984, zijn nalatenschap berust bij het Institut européen de l'Université de Genève (Coppet).